# Púrpura senil
Púrpura senil são petéquias, equimoses, ou hematomas, que aparecem no dorso, punhos, antebraços ou das mãos, decorrente do envelhecimento da pele, por isso é mais comum em pessoas idosas (65 anos ou mais). Não existe tratamento para tal, pode-se minimizar os sinais no uso de cremes e pomadas indicadas pelo dermatologista que reduzem mais rápido as manchas que, em geral, incomodam estética e emocionalmente os pacientes.